# 武昌路 (上海)
武昌路是中国上海市虹口区南部的一条街道，东西走向，东起黄浦路，西至江西北路。长987米，宽8米到11.2米。与黄浦路、大名路、长治路、峨眉路、吴淞路、乍浦路、四川北路、江西北路等道路交汇。
武昌路修筑于1850年，系工部局填浜筑路，以北四川路为界，以东名为东武昌路，以西名为西武昌路。1882年，电光公司设在武昌路乍浦路口东南角，因此当地华人居民将武昌路俗称为自来火街。又因该地为广东移民聚居区，俗称广东街。
沿路为里弄住宅区。